# Shara - Sharat Elajayez
Shara - Sharat Elajayez (tiếng Ả Rập: الشعرة شعرة العجائز) là một ngôi làng Syria nằm ở Sinjar Nahiyah ở huyện Maarrat al-Nu'man, Idlib. Theo Cục Thống kê Trung ương Syria (CBS), Shara - Sharat Elajayez có dân số 630 trong cuộc điều tra dân số năm 2004.